# Layo and Bushwacka!
Layo and Bushwacka! est le pseudonyme de deux disc-jockeys : Layo Paskin et Matthew Benjamin.
Avec Mr. C, Paskin était le copropriétaire du club « The End » situé à Londres, où Benjamin était le DJ résident spécialisé dans la tech house, la house et le breakbeat. Ce dernier est passé par la « London School Symphony Orchestra », y jouant des instruments de percussion, puis diplômé en ingénieur de son, il travailla pour Mr. C et est venu à « The End », où il retrouve Paskin.
Paskin est également de Londres, entamant sa carrière de DJ à seize ans tout en travaillant au Camden market. Spécialisé plutôt en acid house, il rejoint le club « The End ».
Le plus gros succès commercial est le single Love Story sorti en 2002 sous le label End Recrodings suivi de Love Story vs. Finaly sous le label XL Recordings l'année suivante.

## Discographie

### Albums
- 1998 : Low Life (End Recordings)
- 2002 : Night Works (XL Recordings)
- 2003 : All Night Long (End Recordings)
- 2006 : Feels Closer (Olmeto Records)
- 2007 : Global Underground 033: Rio (Global Underground Ltd.)

### Singles
- 1999 : "Deep South" (End Recordings)
- 1999 : "Ear Candy" (End Recordings)
- 2002 : "Love Story" (XL Recordings) (Billboard Hot Dance Club Play #4)
- 2003 : "Love Story vs. Finally" (XL Recordings) (UK Singles Chart #8)
- 2003 : "It's Up To You (Shining Through)" (UK #25) (XL Recordings)
- 2006 : "Feels Closer" (Olmeto Records)
- 2006 : "Life2Live" (Olmeto Records)
- 2008 : "Things Change (Olmeto Records)

### Remixes
- 2001 : Orbital - "Funny Break (One Is Enough) [Layo and Bushwacka! Mix]"
- 2001 : Reprazent - "Lucky Pressure"
- 2001 : Stanton Warriors - "The Phantom"
- 2002 : Jakatta - "My Vision [Layo and Bushwacka! Vocal Mix]"
- 2002 : Bebel Gilberto - "So Nice [Layo and Bushwacka! Mix]"
- 2002 : Paul Oakenfold - "Ready Steady Go [Layo and Bushwacka! Remix]"
- 2003 : Finley Quaye & William Orbit - "Dice [Layo and Bushwacka! Missing You Mix]"
- 2003 : Ella Fitzgerald - "Angel Eyes [Layo and Bushwacka! Mix]"
- 2003 : Depeche Mode - "Dream On [Bushwacka! Mix]"